# Милица Митровић
Милица Митровић је била српски педагог.

## Биографија

### Образовање
Рођена је у Пауну 1959. године, основну и средњу школу је завршила у Ваљеву. Дипломирала је педагогију на Филозофском факултету Универзитета у Београду 1983. на тему „Припремљености деце за прихватање школе као нове друштвене средине” код менторке проф. др Александре Марјановић. Магистарску тезу „Приказивање садржаја у штампаним дидактичким материјалима и уџбеницима за децу узраста од шест до осам година” је одбранила 1993. на истом факултету. Године 2006. је одбранила докторску дисертацију „Образовна пракса развијања писмености у институционалном контексту” под менторством проф. др Мирјане Пешић.

### Радно искуство
Убрзо након дипломирања 1983. године се запослила као васпитач у београдском вртићу, а затим и као истраживач у области уџбеника и наставних средстава у Заводу за уџбенике и наставна средства Београд.
Од фебруара 1990. је радила на Одељењу за педагогију и андрагогију Филозофског факултета Универзитета у Београду, где је бирана у сарадничка звања и звање доцента за ужу научну област Дидактика са методиком. Учествовала је у развијању програма и реализацији наставе на предметима из области методике језичког образовања и дидактике. Развила је програме више наставних предмета на свим нивоима студија: Језик и образовање, Праћење и оцењивање у настави, Професионалне вештине и Детињство, културе, васпитање на основним академским студијама, Писменост и школски курикулум на мастер академским студијама, Настава у социокултурном контексту и Квалитативна истраживања на докторским академским студијама и Писменост и школски курикулум на мастер студијама за образовање наставника предметне наставе. На факултету је радила до 2016. године.
Била је дугогодишњи истраживач на Институту за педагогију и андрагогију Филозофског факултета Универзитета у Београду. Научно–истраживачка област којом се бавила се односила на језик, културу и образовање постмодернистичке и критичке перспективе, студија писмености и студије програма квалитативних истраживања у педагогији и културе продукције за децу.
Била је уредник и рецензент великог броја научних и стручних радова и публикација, као и штампаних и образовних материјала и књига за децу и члан редакције часописа „Настава и васпитање”.
Учествовала је у развојно–примењеним пројектима попут пројекта Уницефа „Примена буквара дечјих права у ширењу порука конвенције УН о дечјим правима” и „Родитељи и васпитачи у акцији: Образовање за дечја права”.
Сарађивала је са удружењима и организацијама Пријатељи деце Србије, Југословенски центар за права детета, Центар за интерактивну педагогију и Балканско друштво за педагогију и образовање и била је дугогодишњи члан Педагошког друштва Србије.

### Реформски рад
Учеставала је у реформским процесима образовања као члан Комисије за образовну област „Језик, комуникација и књижевност” Министарства просвете Републике Србије 2002—2003, Комисије за оцену квалитета уџбеника 2004, члан истраживачког тима Института за психологију Филозофског факултета Универзитета у Београду који се бавио анализом квалитета актуелних образовно школских уџбеника 2006. и члан комисије за акредитацију програма стручног усавршавања наставника Завода за унапређивање образовања и васпитања 2010. и 2011. године.

## Радови
За живота је написала две самосталне монографије, трећа је објављена постхумно, и око педесет самосталних и коауторских радова у часописима међународног и националног значаја, тематским зборницима и монографијама, зборницима са међународних и националних конференција:
- „Реформски потенцијал оцењивања у настави”,
- „Писменост и образовање: перспектива Нових студија писмености”,
- „Приказивање садржаја у штампаним дидактичким материјалима и уџбеницима за децу узраста од шест до осам година”,
- „Куда теже данашњи буквари и почетнице”,
- „Неке карактеристике наративних истраживања”,
- „Конструкција односа усмености и писменост у образовању”,
- „Начело индивидуализације у праћењу и оцењивању у настави”,
- „Промена парадигме оцењивања у настави као елемент стратегије квалитета образовања”,
- „Зашто су наставне методе у нашим школама недовољно разноврсне”,
- „Елементи за стратегију грађења квалитета наставе”.

Њена књига „Писменост и образовање: перспектива Нових студија писмености” је награђена од Министарства науке, технолошког развоја и иновација Републике Србије за посебан допринос научно–истраживачком раду у области друштвено–хуманистичких наука на 55. Београдском сајму књига 2010. године и добила је статус истакнуте монографије националног значаја.